# Стрела

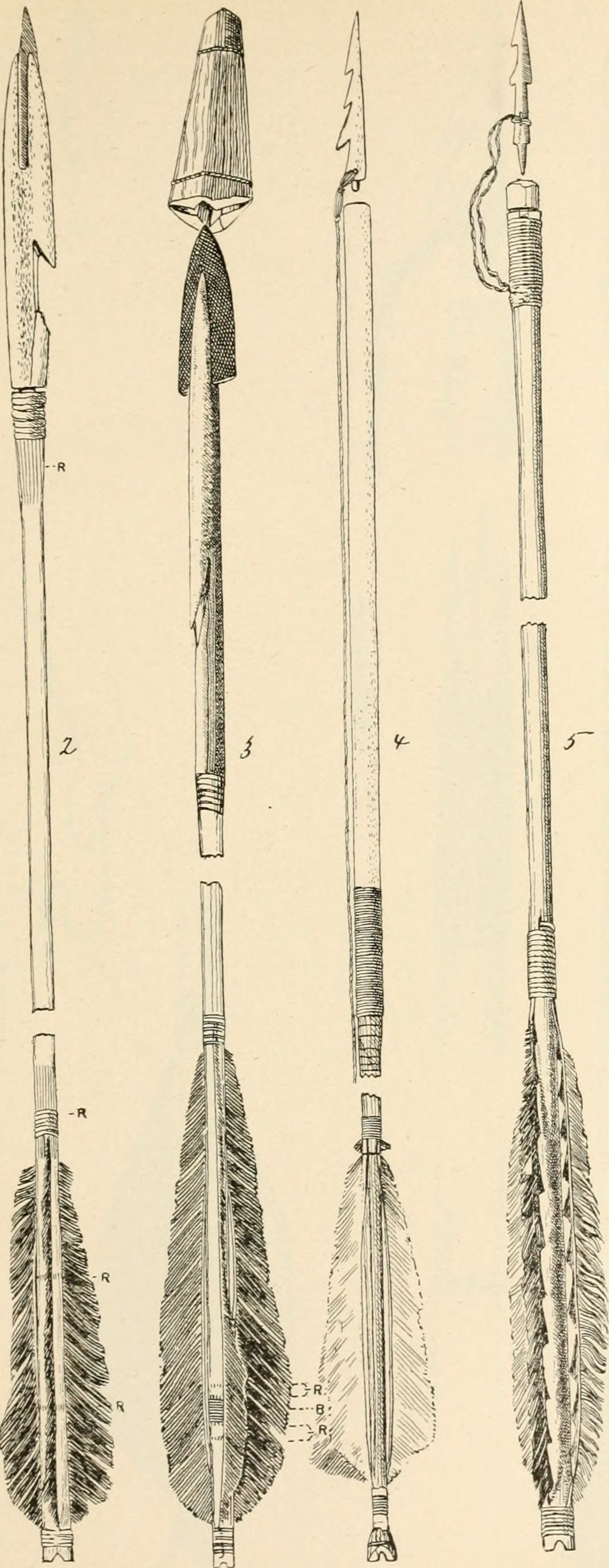
Стрелы гарпунов, использовавшиеся на Аляске в XIX веке

Стрела́ — метательный снаряд для стрельбы из лука или арбалета. Как правило, стрела — это тонкий стержень, с одной стороны которого имеется острый наконечник, а с другой — узкие лопасти (оперение).

## История
Чаще для стрел брали ровные ветви и побеги или выстругивали из расколотого массива дерева. Также использовали тростник.
Для точной стрельбы требовалось следить за их прямотой и корректировать её изгибом, обычно нагревая над огнём.
Лучшими стрелами были клеёные. Их древко склеивали из четырёх планок рыбьим клеем, такие стрелы называли «калёными» от тюркского qalïn, казахский Қалын от слова «многочисленный, состоящий из большого числа».
При хранении они не деформировались десятилетиями.
Хорошим качеством обладали также стрелы из бамбука. Но пригодным оказывался только каждый сотый росток.
Назначение стрелы обычно определяли видом наконечника. На Руси стрелы называли по наконечнику — «северги», «срезни», «тамарки».
Предпочтительной, как с точки зрения точности попадания, так и с точки зрения пробивной силы, была гранёная форма наконечника в виде узкой пирамиды. Скифы первыми стали отливать гранёные наконечники из бронзы.
Листовидные, а особенно треугольные с заусенцами, наконечники, однако, на протяжении всей эпохи использования лука не сдавали своих позиций, так как наносили существенно более тяжёлую рану и плохо извлекались из неё.
Наконец, довольно часто применяли срезни — стрелы с плоским, похожим на долото наконечником. Пробивная сила, теоретически, у них была хуже, чем у стрел с гранёным наконечником, но на практике такой наконечник обладал противорикошетными свойствами. Пробивная сила срезней существенно меньше падала при отклонении от нормали при попадании.
Даже в период Средневековья стрелы были товаром массового производства, ибо расходовались в огромном количестве, а повторно, чаще всего, не использовались, хотя после боя, а иногда даже во время него, целые стрелы стремились собрать. Поэтому для изготовления наконечников применяли довольно дешёвые материалы, обработанные без особой тщательности. В эпоху камня и бронзы материалом для изготовления наконечника стрелы за редким исключением служил ретушированный отщеп кремнёвой пластины. Гораздо реже использовали костяные наконечники. Костяные наконечники в форме груши с расширенной боевой частью применяли для охоты на птиц и пушного зверя. В Западной Европе же костяные наконечники стрел перестали использовать только в XIII веке. На Руси каменные наконечники стрел встречаются вплоть до конца 9 века, сохраняясь и гораздо позже, но уже в качестве не утилитарного, а вотивного ритуального предмета.
При переходе к железной индустрии наконечники стрел оставались изделиями массового производства и низкого качества.

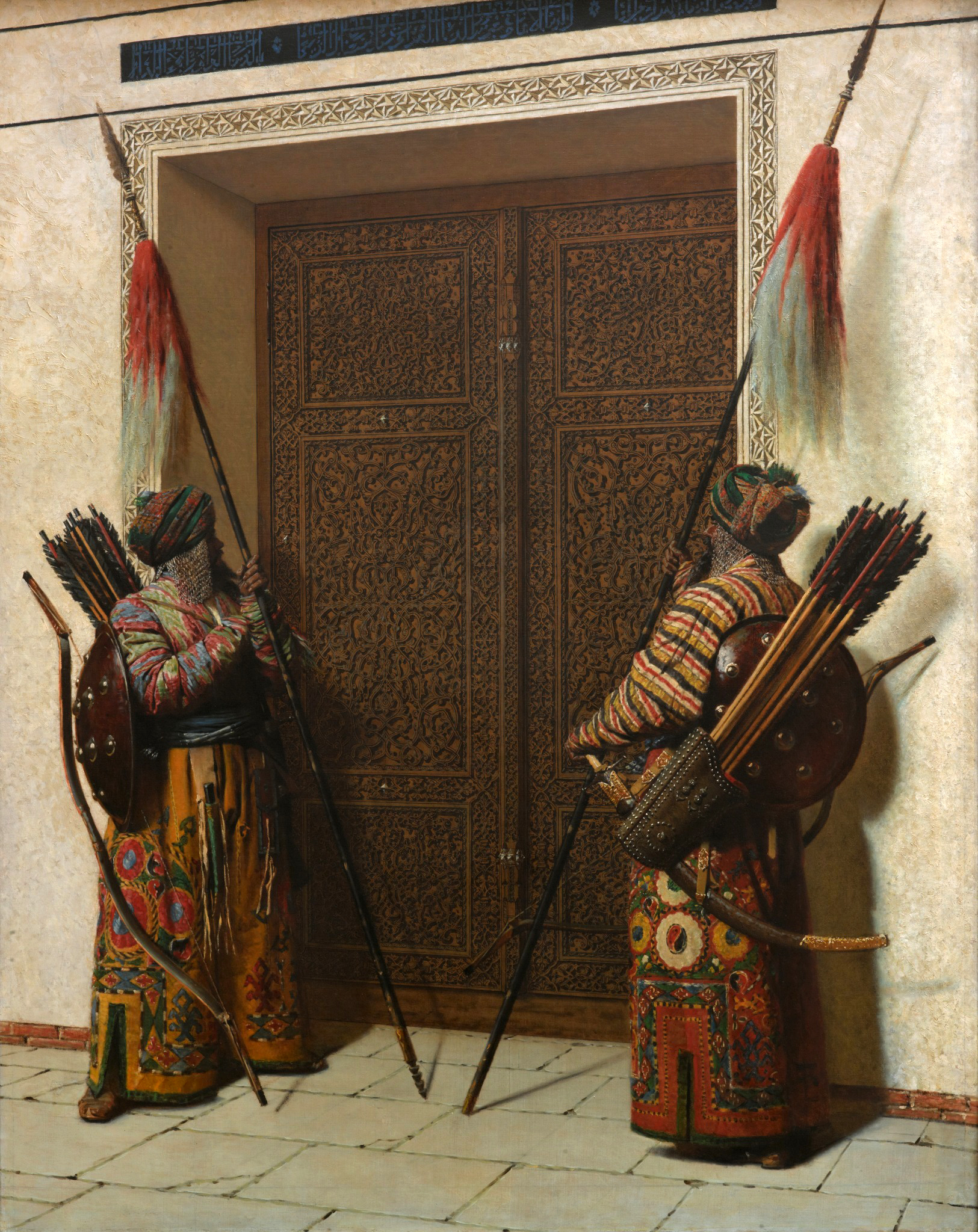
Двери Тамерлана.
Василий Верещагин, 1872

Несмотря на это, стрела, пригодная для дальней и точной стрельбы, была довольно высокотехнологичным изделием, её изготовление требовало мало материала (относительно мало — на наконечник тяжёлой стрелы уходило до 45 г железа), но много труда. Ручной труд в средневековье широко применяли, но сделать высококачественную стрелу в походе лучник собственными силами не мог.
Кроме обычных, использовали ещё и зажигательные стрелы — с пучком горящей пакли. Летели такие стрелы из хороших луков примерно на 100 метров, то есть на дистанцию, в 1.5-2 раза меньшую, чем у обычных, так как пакля сильно увеличивала лобовое сопротивление.
Из соображений минимизации лобового сопротивления, тяжёлые стрелы, от которых не требовалось большой точности, часто изготавливали неоперёнными.

## Настоящее время
Все современные стрелы делят на 2 очень сильно различающиеся группы — спортивно-охотничьи и традиционные.

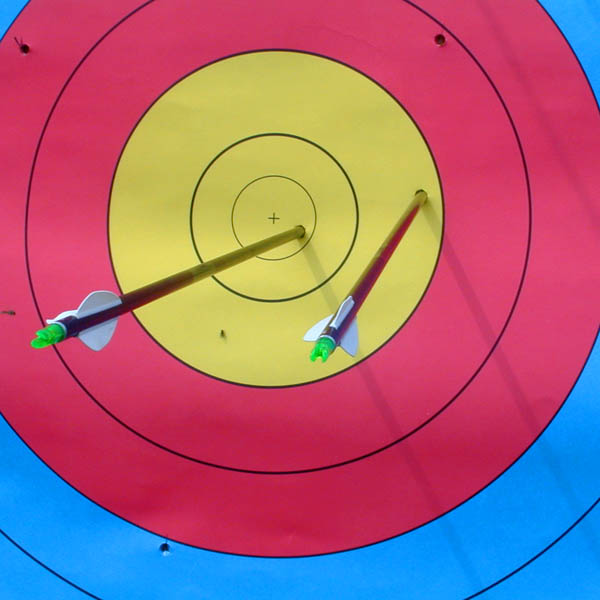
Стрелы в олимпийской мишени

### Спортивно-охотничьи стрелы
Все спортивно-охотничьи стрелы являются составными. Стрела состоит из следующих частей:
- Наконечник стрелы. Бывают спортивные и охотничьи наконечники. Первые — это просто пулеподобные обтекатели, которые служат для улучшения аэродинамических качеств стрелы и для того, чтобы стрела легко втыкалась и извлекалась из мишени. Целью других является нанесение максимального урона жертве, поэтому их выполняют из нескольких острых лезвий. Все наконечники делают из твёрдой стали. Спортивные наконечники выпускают комплектами с одинаковым весом, как правило, с возможностью изменения веса наконечника кратно 10 гранам

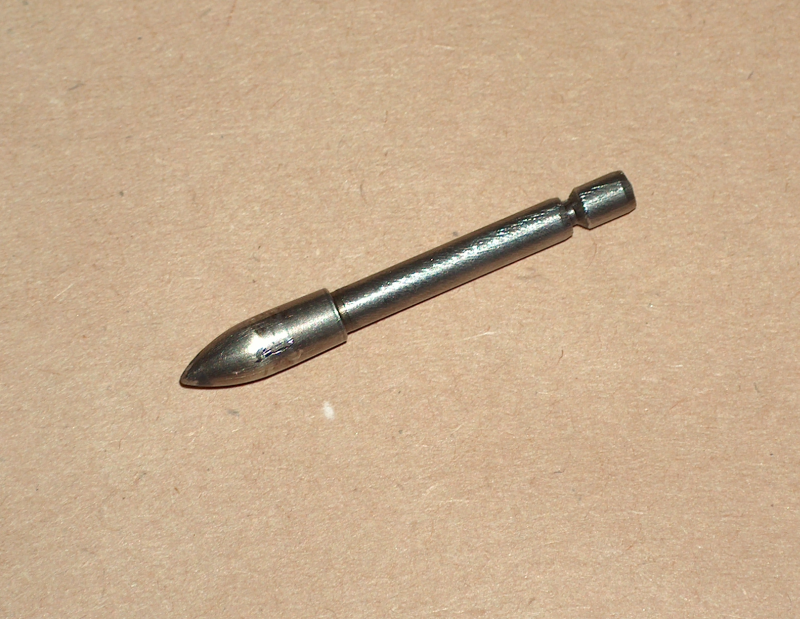
Современный спортивный наконечник стрелы

- Древко. Древко — это тело стрелы. Древко современной стрелы изготавливают в виде трубки. К ней с одного конца крепят наконечник, с другого — хвостовик. Трубку делают из алюминия, углепластика, стеклопластика и их комбинаций. При стрельбе на длинных дистанциях используют тонкие трубки из-за меньшего воздействия бокового ветра на них, а при спортивной стрельбе на коротких дистанциях (в том числе в помещении) и охоте — толстые из-за того, что большая трубка имеет большую вероятность зацепить габарит большей очковой зоны, и из-за большей прочности. Большинство трубок имеет фиксированный диаметр по всей своей длине, но некоторые спортивные трубки имеют бочкообразную форму из-за лучшей аэродинамики. Бочкообразные трубки значительно сложнее в подборе, а потому используют только высококвалифицированные спортсмены и вообще не используют охотники
- Хвостовик — маленький пластиковый оконечник стрелы. Он удерживает стрелу на тетиве во время натяжения. Для предотвращения уничтожения дорогой трубки при попадании одной стрелы в другую на одной мишени используют вставки-переходники или вставки муфты (nock insert)
- Оперение. Оперение состоит из трёх (реже — четырёх) перьев, наклеиваемых по кругу в конце трубки, чтобы стабилизировать стрелу в полёте. Другой задачей оперения является различимость стрелы; каждый лучник выбирает для себя собственную расцветку оперения, часто выбирая самые пёстрые сочетания. Благодаря этому, если в одну мишень стреляют несколько стрелков, что бывает достаточно часто на соревнованиях, стрелы разных участников можно легко различить. Участники любых соревнований обязаны подписывать древки своих стрел, так как оперение может отлететь при выстреле или остаться в мишени.

Современные производители выпускают специализированное ПО для подбора компонентов стрелы по длине, типу и силе лука, весу наконечника.

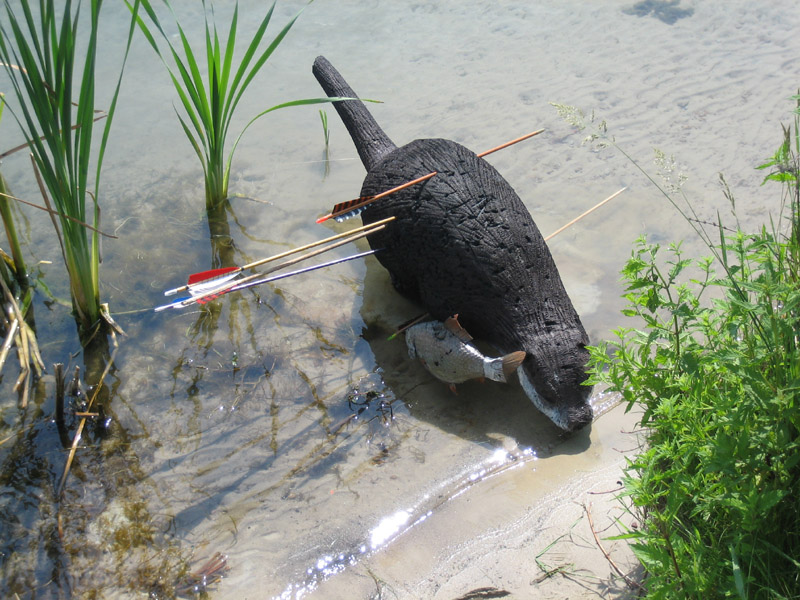
Стрелы в мишени для полевой стрельбы

### Традиционные стрелы
Эти стрелы предназначены для стрельбы из традиционных луков. Изготовляют по возможности близко к старинным образцам.

## Выбор и подгонка стрел
Для каждого лучника очень важна подгонка стрел. Они должны удовлетворять очень многим индивидуальным качествам, в первую очередь длине рук. Арбалеты не так требовательны к индивидуальному подбору стрел. Также все стрелы одного комплекта должны быть строго одинаковы, а потому их выверяют до миллиметров и миллиграммов.

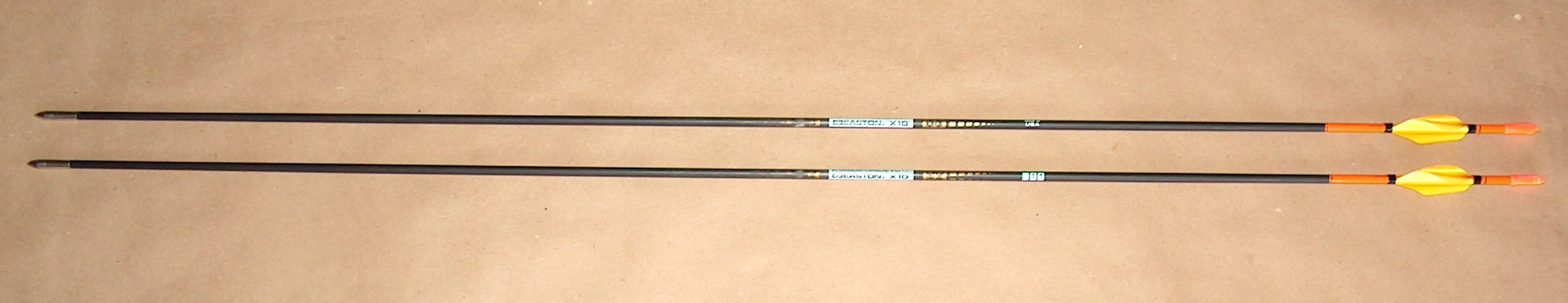
Современные стрелы с бочкообразной трубкой

Для того, чтобы определить длину стрелы, стрелку следует встать по стойке смирно. Затем повернуть голову налево, слегка приподняв подбородок. Потом поднять левую руку и вытянуть её в левую сторону. Расстояние от подбородка до кончика большого пальца и будет требуемой длиной стрелы, если стрельба ведётся от подбородка. В древности это расстояние у коронованных особ считалось эталонной мерой длины, в частности одна из версий происхождения ярд.
После выбора длины на трубки устанавливают наконечники и хвостовики, наклеивают оперение. На одну стрелу из комплекта оперение не наклеивают, её называют «подгоночной» (голой) и она служит для эталонных целей в подгонке лука. Подгоночную стрелу утяжеляют в районе хвоста, чтобы компенсировать вес оперения. Грубую подстройку выполняют по подгоночной стреле, с тем чтобы подгоночная стрела и оперенные стрелы летели вместе и наиболее кучно.

## Баллистикастрелы

### Баллистика олимпийского выстрела

#### Внутренняя баллистика
Стрела одним концом закреплена на тетиве, около наконечника стрела расположена на полочке и прилегает к кнопке плунжера.
В момент выстрела тетива соскальзывает с ногтевых фаланг пальцев, удерживающих тетиву.
На стрелу действует тетива с полной силой натяжения лука, направленной под углом к оси стрелы.
По стреле проходит волна возмущения (поперечная), которая искривляет древко, вдавливая носовую часть стрелы в плунжер.
Древко продавливает плунжер на величину, определяемую настройкой жёсткости плунжера.
В совокупности центр масс стрелы будет иметь разное положение — при мягком, втянутом плунжере, жёсткой стреле — левее, при жёстком, выдвинутом плунжере, мягкой стреле — правее.
Стрела продолжает разгоняться тетивой.
В момент пролёта мимо рукояти необходимо согласование скорости облёта и вибрации для предотвращения удара о рукоять, подбирается динамической жёсткостью стрелы.
Момент выхода стрелы определяют отрицательным направлением воздействия тетивы на хвостовик.

#### Внешняя баллистика
В момент вылета стрела движется по направлению броска. При этом среднее направление (направление, определённое двумя ключевыми точками вибрации и проходящие через центр масс стрелы) древка может не совпадать с направлением движения. Пока амплитуда вибрации древка выше определённого значения, на поверхности древка происходит срыв находящего потока воздуха — древко не планирует по потоку. При этом оперение разворачивает среднее направление по направлению движения (по потоку). Если стрельбу ведут неоперённой стрелой, виден эффект захвата потока после уменьшения амплитуды вибрации (затухание), происходит захват потока — это видно как резкое изменение направления полёта стрелы, которое происходит на расстоянии примерно 15—20 метров от линии стрельбы. На эффекте «срыва потока» построен «тест неоперённой стрелой» — неоперённая стрела всегда дальше от плоскости броска, чем оперённая. Но необходимо стрелять в щит, который ближе, чем точка «захвата потока», примерно в 10—12 метрах от линии стрельбы.

### Общее
Скорость лучной стрелы примерно до 100 м/с, арбалетная может достигать скоростей 150 м/с. Скорость стрелы зависит от её веса, натяжения лука, внутренней баллистики. При выстреле под углом в 45 градусов к горизонту стрела сначала теряет скорость при подъёме и из-за сопротивления воздуха. В начале спуска возникает баланс между сопротивлением воздуха и силой тяжести, после этого стрела начинает ускоряться. Это происходит из-за того, что оперение и длинная трубка создают эффект планирования. Пуля таким эффектом не обладает из-за отсутствия оперения и меньших размеров.
Серьёзным минусом таких аэродинамических качеств является сильная подверженность негативному влиянию атмосферных явлений, как-то: ветер, дождь, град. Сильный порыв ветра может унести стрелу далеко мимо мишени.
Несмотря на широко распространённое заблуждение, результирующий импульс стрелы от массы стрелы зависит очень мало, а определяется в первую очередь натяжением лука и продольной жёсткостью стрелы. При фиксированном натяжении более лёгкие стрелы будут лететь быстрее и потому импульс, передаваемый ими в цель, остаётся постоянным. Продольная жёсткость определяет долю полного импульса стрелы, переданного цели, и чем выше жёсткость, тем большая часть полного импульса будет затрачена на пробитие мишени, а не на деформацию самой стрелы.
В полёте стрела совершает поперечные колебания с частотой от 50 до 100 Гц. Характерное шипение в основном идёт от оперения.